# Asellus ezoensis
Asellus ezoensis és una espècie de crustaci isòpode pertanyent a la família dels asèl·lids que es troba a Àsia: el Japó.